# سیارک ۲۰۱۹۷
سیارک ۲۰۱۹۷ (به انگلیسی: 20197 Enriques، نامگذاری:1997CK22) بیست هزار و صد و نود و هفتمین سیارک کشف شده‌است که در ۱۴ فوریه ۱۹۹۷ کشف شد.
قدر مطلق سیارک برابر ۱۴٫۳۰ است.